# Överbefolkning
Överbefolkning uppstår när bärförmågan för en population överskrids. Ofta avses med överbefolkning förhållandet mellan jordens befolkning och dess resurser – överutnyttjande av dessa kan leda till, eller bidra till lidande, svält, konflikter, försämrade ekosystem och utrotning av arter. Det finns alternativa definitioner av överbefolkning, exempelvis följande med anknytning till naturvård: "Alltför många människor konsumerar alltför mycket och minskar livsutrymmet för andra arter i så hög grad att biologisk mångfald och ekosystem allvarligt skadas". Ordet överbefolkning användes i Nordisk familjebok redan 1922, och blev successivt vanligare från mitten av 1900-talet, då befolkningen snabbt ökade. FN:s demografer bedömer att jordens befolkning, idag omkring 8,1 miljarder människor, planar ut först år 2084 efter ökning med 2,2 miljarder till 10,3 miljarder. En artikel iThe Lancet bedömer istället att jordens befolkning som mest kommer att öka till 9,7 miljarder år 2064 för att sedan minska till 8,8 miljarder år 2100.

## Historik och framtidsprognos
Den förhistoriska befolkningsökningen var mycket långsam och de uppskattningar som finns är osäkra. För historisk tid uppger en källa världspopulation på 254 miljoner år 1000, 460 miljoner år 1500, 770 miljoner 1750 och 1,6 miljarder år 1900. På 1900-talet startade en snabb befolkningsökning; världens befolkning var 2 miljarder i början av 1930-talet och från ca 1950 växer befolkningen kraftigt (årliga ökningar på över 2 %), men variationen mellan länder är stor. Orsakerna till snabb folkökning finns på flera nivåer; stark exploatering av ekosystem, ökad energitillgång (kol, olja), ökad livslängd och relativt höga födelsetal (antalet barn per kvinna) i många länder. Medan födelsetalen minskade i industrialiserade länder från ca 1870 genom bland annat utbildning, kvinnligt självbestämmande och preventivmedel, så föds idag fortfarande många barn i utvecklingsländer. Viktiga faktorer som har bidragit, och kan bidra till fallande födelsetal i dessa länder är förändrade normer om familjestorlek, utbildning, preventivmedel, urbanisering och särskilt program för familjeplanering, betydelsefulla 1960–1995.      
Centraleuropa är ett tätbefolkat område som påverkas av befolkningsutvecklingen i närliggande regioner. I länderna i Nordafrika ökar befolkningen delvis på grund av att familjeplanering startade senare än i Europa. I delar av västra Asien, t ex Syrien, Saudiarabien och Jemen, ökade befolkningarna från 8-10 miljoner per land 1980, till 23-29 miljoner per land 2013. I Afrika söder om Sahara är folkökningen starkast; för Afrika som helhet förväntas befolkningen enligt FN öka från 1,4 miljarder 2024 till 3,4 miljarder 2100. Migration, inklusive flyktingströmmar i samband med krig, kan ge ökad regional och lokal befolkning.

FN:s "median-variant" befolkningsprognos, samt "low- & high-variant" där födelsetalet minskar respektive ökar med 0,5 barn per kvinna (data från 2022, se liknande graf för 2024). Det genomsnittliga globala födelsetalet var 2,25 barn per kvinna (2024).

Ju längre en befolkningsprognos utsträcks, desto osäkrare är den, givet förändringar i födelsetal och livslängd (mortalitet). FN:s prognoser används av många forskare. FN:s "median-variant" prognos om 10,3 miljarder på jorden 2084 antar att det globala födelsetalet faller, och då ligger nära 2,1 barn per kvinna. Faller inte det globala födelsetalet så som FN antar skulle, enligt deras beräkningsmodell, folkökningen bli mycket större. Altenativt, faller födelsetalen snabbare skulle befolkning bli mindre år 2100 än idag - se grafen från FN härintill.    

## Befolkningsökningen och miljöproblem
Ett uppmärksammat problem för vår miljö är den ökande konsumtionen per person (mätt som t ex BNP per capita), som leder till växande resursförbrukning och ytterligare miljöförstörelse. Naturliga ekosystem exploateras och produktionen av växthusgaser ökar. Folkökningen har länge förstärkt problemen, och fortsätter förstärka dem. Att en ökande global befolkning påverkar klimatet negativt berörs inte i det klimatavtal som undertecknades i Paris 2015. IPCC fastslår däremot betydelsen av folkökning, t ex i sin sjätte rapport, på följande sätt: ”Globally, GDP per capita and population growth remained the strongest drivers of CO2-emissions from fossil fuel combustion in the last decade (high confidence).” Denna slutsats ingår emellertid inte i den kortare information som gavs till "policy-makers".
Inte bara totala antalet människor och ökningen av dem är relevant för miljöpåverkan; även befolkningstätheten påverkar resursuttag och lokala miljöförhållanden, t.ex. vid förtätning av städer, urbana slum-områden, och på öar. I större geografiskt perspektiv är sambanden ofta komplexa; urbanisering kan t ex i kombination med lokal eller regional folkminskning friställa mark som inte längre nyttjas av människor, och möjliggöra så kallad rewilding.

## Idéer om reglering av världens befolkning - en historik

### Perioden 1800–1950
Det var först med Thomas Robert Malthus (1766–1834) och hans bok "En avhandling om befolkningslagen" som frågan om befolkningskontroll (engelska: population control) blev uppmärksammad internationellt. Boken utkom anonymt på engelska 1798. Malthus varnade för ett scenario där befolkningen växer snabbare än resurserna (livsmedelsproduktionen). För att åtgärda detta förespråkade han utbildning och att kvinnor skulle föda barn vid högre ålder. Detta spår, familjeplanering, har sedan löpt på fram till våra dagar. Malthus scenario var pessimistiskt (försåvitt inga åtgärder genomfördes) och efteråt, med facit i hand för perioden, har ofta slutsatsen varit att "Malthus hade fel". Samtidigt kan hävdas att för perioder och vissa områden på jorden, och som framtidsscenario, kan Malthus fortfarande "ha rätt" eller vara relevant. Givet befolkningsökning på 2,2 miljarder 2024-2084 och nuvarande miljöproblem kan mänskligheten komma att överskrida bärförmågan i ekosystemen, som Malthus förutsade. Emellertid bortsåg Malthus från den ökande livsmedelsproduktionen som inträffade under den tid han var aktiv.
Den Industriella revolutionen på 1800-talet och början av 1900-talet gav bl a effektivare livsmedelsproduktion. Befolkningen steg vid denna tid rätt sakta globalt - vi blev 1,6 miljarder år 1900 och 2 miljarder på 1930-talet. Från cirka 1950 blev befolkningsökningen starkare, tidvis med årlig ökning på över 2 procent. Mest ökade befolkningen i icke industrialiserade länder, medan konsumtionen per capita ökade mest i industrialiserade länder. Bertrand Russell ansåg att överbefolkning var ett mycket viktigt problem och förordade starka åtgärder för att råda bot på det.

### Perioden 1950–2000
Den ökande befolkningen i världen skapade oro och diskussion om föroreningar och otillräcklig livsmedelsförsörjning; aktiva svenska debattörer var bland andra Hans Palmstierna och Georg Borgström. Internationellt blev Rachel Carson betydelsefull med boken "Tyst Vår". Samtidigt gjordes tekniska framsteg, och framsteg inom jordbruket, där vete- och ris-skördar per arealenhet ökade markant genom Den gröna revolutionen (som dock hade ringa effekt på jordbruket i Afrika). Två huvudsakliga läger i befolkningsfrågan uppstod: de som förordade åtgärder för att hålla tillbaka befolkningsökningen, och de som såg folkökning som i huvudsak positiv i en situation med brist och behov.
Ekonomen Kenneth Boulding (1910–1993) presenterade 1964 det första internationella förslaget om vad som kom att kallas utsläppsrätter. Han utgick från födelsetal som skulle kunna ge en framtida stabil population, med exemplet 2,2 barn per kvinna. Varje nyfödd kvinna tilldelas rätt till ”födselenheter” (män kan också inkluderas) på en marknad där rätter kan köpas eller säljas. Det skulle innebära att de som vill ha många barn måste köpa extra enheter i systemet, medan de som vill ha få eller inga barn kan tjäna extra pengar. Andra förslag kom från Anne och Paul Ehrlich i boken ”Befolkningsexplosionen” (1968), en internationell bestseller (1968, "The population bomb"). De föreslog att USA, givet omfattande konsumtion, skulle agera som föredöme för andra länder. Ekonomiskt familjestöd föreslogs minska ju fler barn familjen fick. De föreslog också särskild skatt för barnsängar, blöjor med mera, utom för mindre bemedlade. Genom att göra det kostsamt att ha många barn skulle familjestorleken kunna minska, menade paret Ehrlich. De föreslog vidare aborträttigheter för kvinnor, att adoption skulle stödjas ekonomiskt, att män som steriliserades efter att de fått två barn kunde få pris, att preventivmedel skulle utnyttjas mer, ökad undervisning, och ytterligare åtgärder.
Ester Boserup (1910–1999) publicerade 1965 boken "The conditions of agricultural growth. The economics of agrarian change under population pressure" där hon via historiskt angreppssätt försöker förstå folkökningens betydelse. Boken fick först ett blandat mottagande, men blev successivt mer betydelsefull; 1974 skrev exempelvis Lars Bondestam att detta var "en av 1960-talets väsentligaste skrifter i denna fråga". Boserups slutsats (och hypotes) är att det inte är resurstillgången som bestämmer befolkningens storlek (Malthus tema), utan en växande befolkning, inklusive teknik, leder till allt effektivare utnyttjande av resurserna för livsmedelsproduktion, "Necessity is the mother of invention". Men innan dess hade ekonomen William Jevons 1865 redovisat att ökad effektivitet (i detta fall, ångmaskinen) gav ökad konsumtion som sidoeffekt, det vill säga effektiviteten utnyttjas för annan konsumtion om den inte regleras, vilket kallas för "Jevons paradox".
Starkt övertygad om att befolkningsökning är positiv skrev ekonomen Julian Simon (1932–1998) ett flertal böcker. I "The ultimate resource" (1981) kritiserar han de som varnar för folkökning och visar en stark tro på att ökat välstånd och tekniska framsteg leda till ständigt nya uppfinningar och mer rationellt nyttjande av resurser, vilka det inte blir brist på. Simon ingick 1980 ett vad med Paul Ehrlich om att priset på fem metaller skulle minska under en 10-årsperiod (Ehrlich förutsade ökning). Simon van vadet, då alla fem metallerna minskade i pris, men Simon förlorade senare ett liknande vad om timmerpriser med en annan forskare.
Befolkningsteori och åtgärder mot folkökning behandlade humanekologen Garrett Hardin under lång tid; 1993 publicerade han ett större sammanfattande verk, "Living within limits - Ecology, economics and population taboos". Både Ehrlich och Hardin diskuterar frågan om rika länders stöd till fattiga länder och svält där; om de fick stöd i form av livsmedel och andra resurser, så menade man att befolkningen kunde öka där, med ökande svält som följd om inte krav ställdes på familjeplanering (se även familjeplaneringsprogram, nedan). På 70- och 80-talet ökade livsmedelsproduktionen och befolkningsfrågan fick därför mindre uppmärksamhet. Hardin diskuterar även sociala faktorer och kritiserade multikulturalismen i USA som vann insteg i början av 1990-talet. I en recension av Hardins bok av filosofen Mark Sagoff kritiseras han för att inte ta vikande födelsetal på allvar och för att ingen lösning på folkökningen presenterades i boken.
Hardin gav 1999 Sagoff rätt i förordet till sin sista bok, där han försökte vara tydligare. Han framhöll starkt begränsad migration mellan länder som viktigast för att kontrollera världspopulationens storlek. Länder skulle kunna tävla i att vara föredömen vad gäller befolkningsreglering och miljö, ungefär så som de tävlar i sport, forskning med mera. Hårt kontrollerade gränser förutsätter internationellt bistånd vid katastrofer och krig, och Hardin framhöll att befolkningsreglering (familjeplanering) också skulle ingå i bistånd.

### Kontroll av folkökning på nationell nivå
En rad länder har infört åtgärder, främst genom familjeplanering, för att begränsa sin befolkning och dess tillväxt. Redan i början på 1950-talet förklarade Indiens premiärminister Jawaharlal Nehru att födelsekontroll krävdes i Indien, och familjeplanering startade. Under några år i mitten på 1970-talet genomfördes sterilisering av män under tvångsliknande former i Indien. Tvångssterilisering har förekommit historiskt även i andra länder, bl a Sverige, fast inte primärt för att minska befolkningen. I Indien har på senare tid omfattande sterilisering av kvinnor som fött två barn förekommit, ej med tvång men med omdiskuterade metoder. Bruk av preventivmedel är idag vanligt förekommande i både södra Asien och i Indien, som har låga födelsetal men ännu ökande befolkning.

Befolkningstäthet i världens länder 2015: antalet människor per kvadratkilometer.

Kina är omtalat för sin "ettbarnspolitik" sedan 1980, men hårda metoder för att minska födelsetalen startade redan från 1970 under Maos ledning, efter den katastrofala kinesiska hungersnöden. Cirka 75 % av minskningen i födelsetal sedan 1970 inföll under perioden 1970-1980 och den lilla minskningen efter 1980 rapporteras främst bero på ekonomisk utveckling, inte barnbegränsningen. "Ettbarnspolitik" 1980-2015 gällde heller inte hela Kina och varierade i inriktning, men omfattade tvångsåtgärder, bl a tvångsaborter. Kina har sedan länge haft stora miljöproblem vilka sannolikt hade förvärrats utan landets befolkningspolitik.
Många länder har haft frivilliga och framgångsrika familjeplaneringsprogram; i en rapport från World Bank 2007 är slutsatsen " “for the most part, the family planning program ‘experiment’ worked: policy and program interventions contributed substantially to the revolutionary rise of contraceptive use and to the decline in fertility that has occurred in the developing world”. Iran tillämpade t ex 1989-ca2005 en särskilt framgångsrik frivillig familjeplanering som reducerade höga födelsetal. Landet hade redan innan den islamiska revolutionen 1979 ett program för familjeplanering, påbörjat 1967. Programmet avbröts i samband med revolutionen och kriget mellan Irak och Iran 1980, som varade åtta år, då befolkningstillväxt uppmuntrades. 1988 diskuterades åter familjeplanering, då kriget hade ökat födelsetalen. Ett program för familjeplanering infördes 1989 och kom att bli ett av de mest framgångsrika i världen för ett utvecklingsland. Mellan 1985 och 2000 minskade födelsetalet från 5,6 till 2,0 barn per kvinna, och 2006 var siffran 1,9. Minskningen var särskilt stark på landsbygden; från 8,1 till 2,1 på mindre än en generation (motsvarande förändring sägs ha tagit 300 år i Europa). Framgångarna berodde på god planering, samarbete på hög nivå, utbildning, och 16000 hälsocentraler, delvis mobila, väl utspridda över landet. 

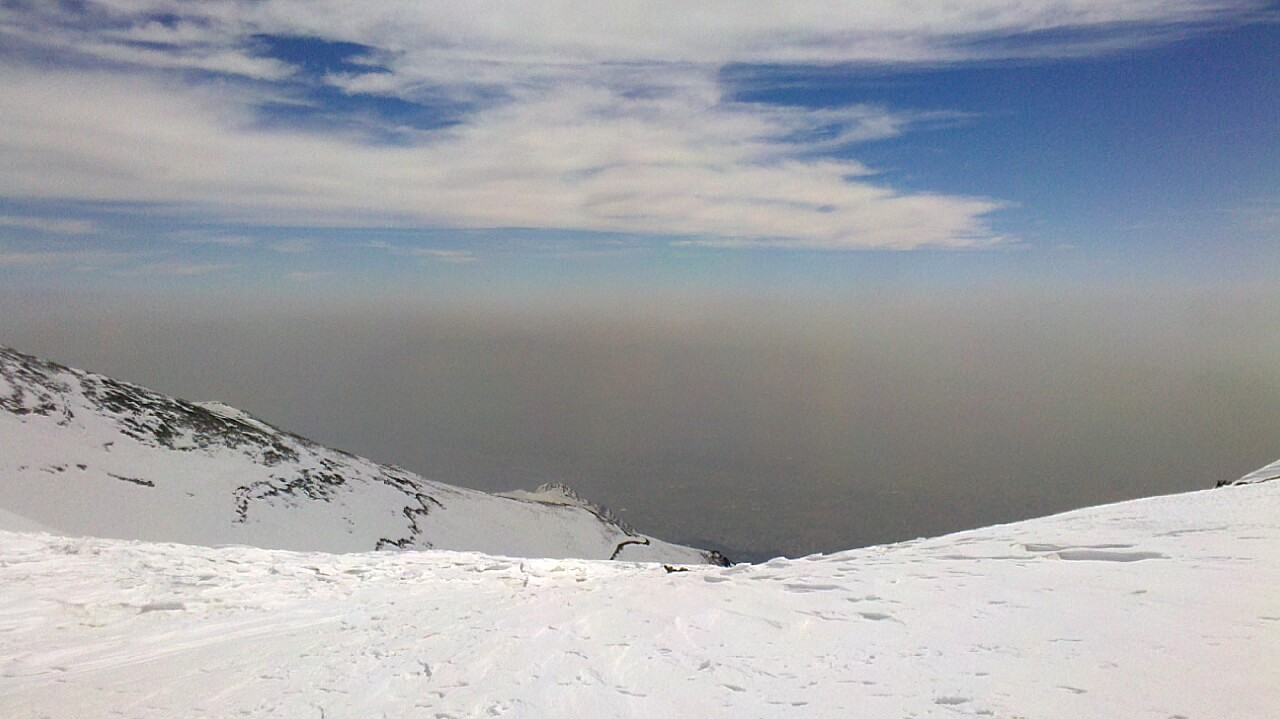
Luftföreningar över Teheran, främst från bilism och transporter - staden har ca 9 miljoner invånare, inräknat omgivningarna närmare 16 miljoner.

I augusti 2012 stoppades familjeplaneringsprogrammet, delvis av rädsla för alltmer åldrande befolkning, men den religiösa ledaren Ali Khamenei tillkännagav att “Ett av misstagen vi gjorde på 90-talet var födelsekontroll. Våra tjänstemän hade fel på denna punkt, och även jag var inblandad. Må Gud och historien förlåta oss”. Även om programmet var framgångsrikt då det pågick, kom det att ha liten effekt på befolkningsutvecklingen: 1960 hade Iran 22 miljoner invånare, 1980 fanns 39 miljoner invånare, och 2013 77 miljoner invånare. Att uppnå en hållbar befolkning kräver långsiktig planering och lång tid. Ali Khamenei förespråkar tyvärr en fördubbling till 150 miljoner, en policy som dock många i landet motsätter sig.

## Dagens situation: klimatförändringar, resursbehov och befolkning

### Klimat, rättigheter och folkökning
Miljödebatten domineras idag av förslag på åtgärder för att reducera utsläpp av växthusgaser (främst koldioxid) och klimatförändringar som dessa leder till. Både omfattande konsumtion (inklusive transporter, matproduktion, energi, övriga resurser) och folkökning bidrar till detta och andra miljöproblem (om antalet människor på jorden idag varit till exempel 3 miljarder, som 1970, istället för 8,1 miljarder vore problemet mycket mindre). Det internationella Paris-avtalet från 2015 syftar till att reducera utsläppen av växthusgaser, främst på frivillig väg. Detta går långsamt, eftersom global konsumtion fortfarande stiger. I Sverige har den privata konsumtionen kartlagts åtminstone sedan 1995 och både totalkonsumtion och konsumtion per capita har ökat i stort sett linjärt 1995-2024, som i många andra länder. 
Forskarna Paul Murtaugh och Michael Schlax beräknade 2009 koldioxidutsläppen (CO2) för olika åtgärder i det rika landet USA. Om ett par (två personer) under sin livstid återvinner avfall genom källsortering sparas cirka 34 ton CO2, minskar de sin bilkörning med 30% sparas cirka 200 ton CO2, och om de beslutar att inte skaffa ett extra barn sparas mer än 9400 ton CO2 (inräknat genetiskt bidrag till barnets framtida barn/barnbarn, etc, givet FN:s 'medium-variant' prognos). Ett extra barn ger 5,7 gånger så mycket CO2 som en kvinna skapar under sin livstid. Motsvarande siffror för ett extra barn var i Ryssland 2500 ton, Japan 2000 ton, Kina 1400 ton, Brasilien 720 ton, och Nigeria 110 ton CO2 - men även antalet människor bör beaktas; Kina har till exempel fyra gånger så stor befolkning som USA. För alla länderna gällde att mer CO2 sparades genom att inte skaffa ett extra barn, än vad en person producerar under sin egen livstid (2,4 till 5,7 gånger mer; Japan lägst). Författarna framhåller minskningar i konsumtion för att reducera växthusgaserna, men även mindre familjer som en mycket viktig åtgärd, särskilt på lång sikt. Murtaugh och Schlax studie har upprepats med liknande resultat.
I FN:s deklaration om de mänskliga rättigheterna anger artikel 16 att "fullvuxna män och kvinnor" har rätt att "ingå äktenskap och bilda familj". Antal barn, det vill säga storlek på familj, preciseras inte. Sarah Conly, forskare inom ämnet miljöetik, argumenterar att föräldrar idag inte kan hävda särskild rättighet att skaffa mer än ett barn. Hon utgår från miljösituationen på jorden och framgent, men skuldbelägger inte de som tidigare fått mer än ett barn. Vi försöker hejda global konsumtionsökning, men med oklar och svag framgång, varför vi även måste försöka reducera folkökningen, framhåller Conly. Hon menar att rätt till mer än ett barn inte kan vara en basal rättighet, såsom rättigheten till tillräcklig mat och utbildning (och även om basal rätt till mat ovan svältgränsen finns, så kan vi inte kräva hummer och Sveriges dyraste vin på lördag). Utöver basala rättigheter kan man hävda rätt att agera som vi vill, som autonoma varelser; detta gäller även t ex beteenden som att få röka och andra liknande (o)vanor. Men (o)vanor som samhället betraktar som skadliga försöker vi missgynna på olika sätt, genom undervisning, genom att göra dem dyrare, eller lagstifta om dem – Conly diskuterar möjligheter vad gäller antalet barn och framhåller att en familj med ett barn (och/eller en barnlös vuxen) kan leva ett fullgott liv.
En vanlig invändning mot färre barn, och färre unga arbetande i ett land är skev åldersfördelning: försörjningen av alltfler äldre via sjukvård och pensionssystem försvåras. Detta är ett problem, men ett övergående problem som kan åtgärdas t ex genom ökad effektivitet, att människor som arbetar deltid går upp till heltid, minskad högre utbildning (många läser för att arbete inte erbjuds) och successivt höjd pensionsålder. Människor blir allt äldre och tycks skjuta sjukdomarna framför sig till högre åldrar. Forskaren Jane O’Sullivan fann att länder som Japan och Tyskland med hög åldringspuckel inte hade lägre andel sysselsatta i sin befolkning än länder som USA och Australien, med fler unga. Bland utvecklade länder fann hon heller inget samband mellan befolkningstillväxt och BNP per capita. Japans premiärminister Shinzo Abe sade i september 2016 att ”minskande befolkning är ingen börda utan ett incitament”, bland annat för innovation och utveckling.

### Matproduktion

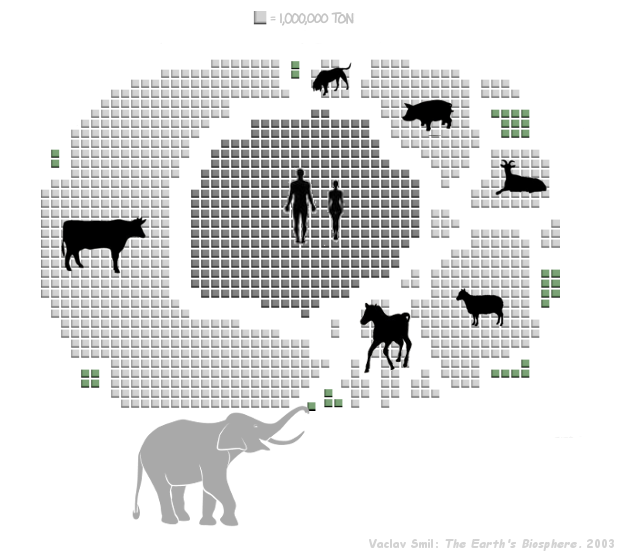
Människan och tamboskap för matproduktion har ersatt de stora däggdjuren på land, här representerade i grön färg och med en elefant. Måttet är biomassa och en kvadrat är en miljon ton (bilden visar globalt läge; i vissa nordliga länder har klövviltet och stora rovdjur ökat de sista 50 åren).

Tillgång på mat är en viktig faktor som driver folkökningen, även om undernäringen idag ökar och svältkatastrofer upprepas, särskilt i Afrika. Det framhålls ofta att global matproduktion och -tillgång är tillräcklig, och att lösningen är att ta hand om det som slängs bort och att fördela maten på jorden. Handel, transporter och gränser mellan länder och ekonomier försvårar denna möjlighet. Afrika, med störst undernäring och återkommande svält, importerar så mycket som 20% av sitt spannmål. Otillräcklig självhushållning globalt och regionalt påverkas starkt av befolkningstillväxt.
Folkökning med tamboskap som viktig del av vår diet har medfört att stora landlevande däggdjur på global nivå ersatts av människor, tamboskap och domesticerade djur. En köttdiet, särskilt från nötboskap, kräver stor landareal och ger en negativ klimateffekt, varför en diet-förskjutning mot vegetarisk kost ofta framhålls.
Vegetarisk diet kan föda många fler människor på mindre areal. Detta innebär samtidigt att den globala befolkningen lättare kan fortsätta växa; men ett alternativ, eller komplement, är att försöka ta fram ett hållbart mål på den globala befolkningens storlek, t ex via FN. Folkökning fram till 2050 har uppskattats kräva 64 % högre produktivitet inom jordbruket vid 'business-as-usual' (för att kompensera en negativ klimateffekt ytterligare 80 % ökning).

## Beräkningar av hållbar mänsklig population
Teoretiska beräkningar och förslag om globalt hållbar eller 'optimal' befolkning har en lång historia. De sammanställdes 1995 i en bok av demografen Joel Cohen och där stod Antoni van Leeuwenhoek, som bland annat uppfann mikroskopet, för första förslaget år 1679: 13,4 miljarder människor. Cohen presenterade befintliga beräkningar som varierade mellan 1 miljard och 1000 miljarder. En internationell förening av demografer (IUSSP, Internation Union for the Scientific Study of Population) arrangerade 2023, då det fanns 8 miljarder människor på jorden, en Ja-eller-Nej debatt om frågan "Den befolkningsnivå som kan upprätthållas hållbart på planeten ligger under 4 miljarder". Vid omröstningen efter debatten svarade 62 procent av lyssnarna "Ja", och 38 procent "Nej".   
Flera uppskattningar och beräkningar av optimal befolkningsnivå har publicerats efter Cohens bok. Forskarna Theodore P. Lianos och Anastasia Pseiridis utgick 2016 från det ekologiska fotavtrycket och dess mått på så kallad biokapacitet, med förutsättningen att världsbefolkningen skall ha samma levnadsnivå (konsumtionsnivå) som en genomsnittlig europe hade 2016. De fann då en optimal världsbefolkning på 3,1 miljarder människor. Beräkningen ligger nära nivån på 3 miljarder som föreslogs 2019 i en bok av geografen Christopher Tucker. Den framstående brittiske miljöekonomen Partha Dasgupta beräknade tillsammans med medförfattare en hållbar världsbefolkning till 3,3 miljarder. Denna nivå på vår population fanns inte så långt tillbaka, år 1960.
Det är också möjligt att utgå från flera genomsnittliga inkomstnivåer (konsumtionsnivåer) som kan vara acceptabla, t ex för att ge mer eller mindre utrymme för andra arter än människan på jorden. Även detta har Partha Dasgupta studerat, och han fann i en bok från 2019 ett intervall på hållbar världsbefolkning på mellan 0,5 och 5 miljarder människor. Utifrån beräkningarna ovan är det rimligt att anta att jorden är överbefolkad, men viktigt i sammanhanget är att överbefolkningen orsakas av såväl höga födelsetal som hög konsumtion: båda faktorerna inverkar och skulle behöva reduceras i många länder för att uppnå en långsiktigt hållbar befolkningsstorlek.